# Va'aletoa Sualauvi II
Tuimaleali'ifano Va'aleto'a Eti Sualauvi II (Samoa, 29 aprile 1947) è un politico samoano, O le Ao o le Malo dal 21 luglio 2017.
Nel luglio del 1977 è stato nominato Tama'aiga title of Tuimaleali'ifano, uno dei quattro titoli di spicco delle Samoa. Il suo altro titolo è Tui A'ana.

## Biografia
Tuimaleali'ifano Va'aleto'a Eti Sualauvi II è nato il 29 aprile 1947 e fa parte della dinastia Tuimaleali'ifano. È pronipote di uno dei leader del movimento Mau, Tuimaleali'ifano Fa'aoloi'i Si'ua'ana, e pronipote dell'unico membro del Consiglio dei Deputati (1962–1974), Tuimaleali'ifano Suatipatipa II.
Ha conseguito una laurea in giurisprudenza presso l'Università Nazionale Australiana e un diploma in studi teologici presso il Malua Theological College.
Ha lavorato come poliziotto e avvocato e in precedenza è stato ispettore capo della polizia samoana e insegnante di scuola secondaria. Ha lavorato per tre anni come ufficiale di polizia in Nuova Zelanda. Ha anche prestato servizio come difensore pubblico, fiduciario pubblico, avvocato e procuratore legale presso la Corte Suprema di Samoa.
È un diacono anziano e predicatore laico della Chiesa cristiana congregazionalista di Samoa nel villaggio di Matautu Falelatai. Ha predicato in Australia e in Nuova Zelanda.
È stato membro del Consiglio dei Deputati del Capo dello Stato dal 1993 al 2001 e dal 2004.
Dall'11 maggio 2007 al 20 giugno 2007 è stato O le Ao o le Malo di Samoa ad interim con Tufuga Efi.

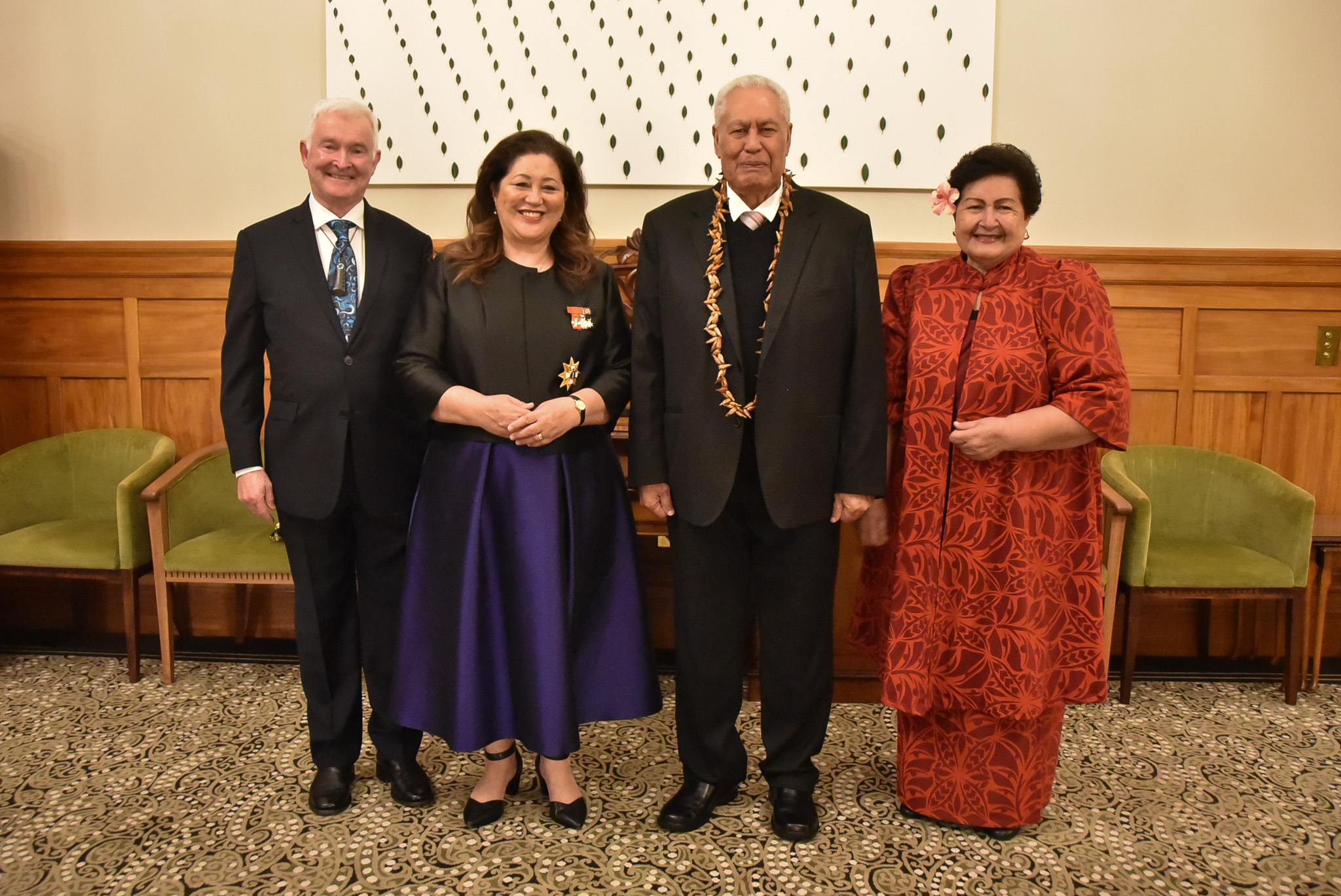
Tuimalealiʻifano e sua moglie, Masiofo Faamausili Leinafo, con il governatore generale della Nuova Zelanda Dame Cindy Kiro e suo marito Richard Davies nel maggio 2024.

Il 21 luglio 2017 ha giurato come nuovo O le Ao o le Malo di Samoa.  Nel 2019 ha ospitato la visita del presidente Russell M. Nelson della Chiesa di Gesù Cristo dei Santi degli Ultimi Giorni.
Nel maggio 2021, Sualauvi ha dichiarato di voler revocare i risultati delle elezioni del 2021 e di indire nuove elezioni. La decisione è stata annullata dalla Corte Suprema di Samoa il 17 maggio 2021. Sualauvi ha quindi emesso un proclama per impedire la riunione dell'Assemblea legislativa di Samoa, innescando una crisi costituzionale.
Nel luglio 2022 il suo mandato è stato prorogato fino alla successiva seduta parlamentare avvenuta ad agosto. Il 23 agosto 2022 è stato riconfermato capo dello Stato per un ulteriore mandato di cinque anni.
Il 1º luglio 2022 è iniziato il suo mandato di un anno come 29° cancelliere dell'Università del Pacifico del Sud, succedendo a Dalton Tagelagi di Niue. Nel 2023 gli è succeduto il governatore generale delle Isole Salomone David Vunagi.